# Jailhouse Rock (filme)
Jailhouse Rock (bra: Prisioneiro do Rock' n' Roll; prt: Os Prisioneiros do Rock and Roll) é o terceiro filme de Elvis Presley, lançado em 1957, e que se tornou em um grande clássico da carreira do "rei do rock" e do próprio rock and roll no cinema. Este é o segundo filme de Elvis Presley da chamada "trilogia rebelde" que o retrata como um jovem transgressor e incompreendido. Consolidada por King Creole, essa imagem teve seu início com Loving You, filme que narra a história de um jovem talento em ascensão.
A cena, que é considerada antológica, onde ele mostra um número de dança na prisão apresentando a canção título do filme, foi coreografada pelo próprio Elvis; muitos a consideram um dos primeiros videoclipes da história do rock.
No ano de 2004, Jailhouse Rock entrou para o United States National Film Registry da Biblioteca do Congresso dos Estados Unidos, sendo introduzido assim, na eternidade do cinema norte-americano por sua relevância cultural.
Em pelo menos duas oportunidades a famosa cena da prisão foi homenageada em outros filmes. O primeiro é o clássico "The Blues Brothers" de 1980, com John Belushi e Dan Aykroyd, onde na cena final, a canção Jailhouse Rock é executada em uma prisão. A outra é no filme de 1990 chamado "Cry-Baby" com Johnny Depp, em uma outra cena no interior de um presídio, Depp interpreta uma canção que claramente é uma homenagem à tão famosa cena do filme de Elvis.
A interpretação de Elvis neste filme é nitidamente superior ao seu filme anterior e sua evolução como ator é patente. Elvis está mais relaxado, natural e consequentemente mais acostumado com as câmeras, garantindo um desempenho mais verossímil.

## Sinopse

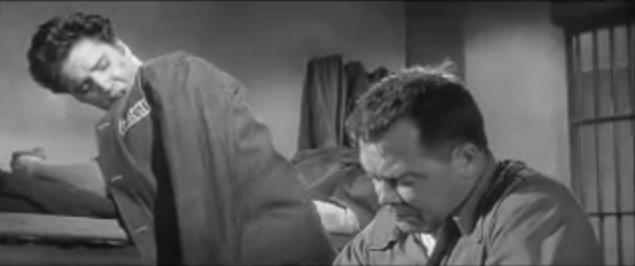
Elvis com Mickey Shaughnessy em cena do trailer do filme

Após matar um homem de forma acidental, Vince Everett (Elvis Presley) é levado para a prisão. Na cadeia ele conhece um ex-cantor country chamado "Hunk Houghton" (Mickey Shaughnessy). Vince torna-se protegido dele dentro da prisão. Posteriormente, aprende a tocar violão graças ao ensinamentos de "Hunk". Após ser libertado, "Vince" inicia sua carreira e sob a proteção de "Peggy Van Aldern" (Judy Tyler) sua caminhada artística avança rumo ao sucesso. O êxito em sua profissão, no entanto, ocasiona o abandono de "Peggy" por parte de "Vince". Esse fato faz com que "Hunk" enfrente "Vince" em uma briga, golpeando-o na garganta e afetando suas cordas vocais. Após esse choque emocional, Vince irá recuperar seu amor e sua voz.

## Elenco
- Elvis Presley: Vince Everett
- Judy Tyler: Peggy Van Alden
- Mickey Shaughnessey: Hunk Houghton

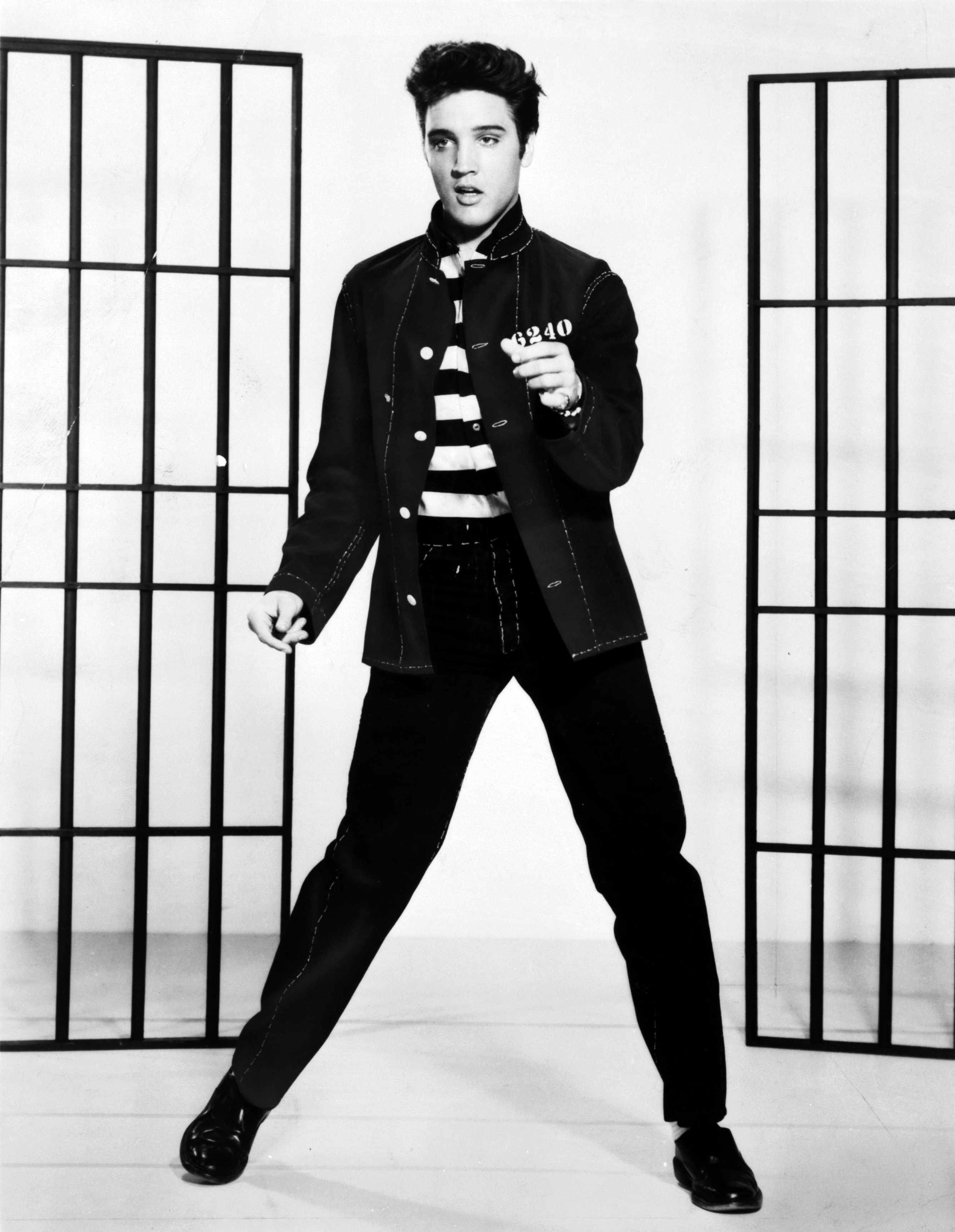
Elvis em foto promocional do filme

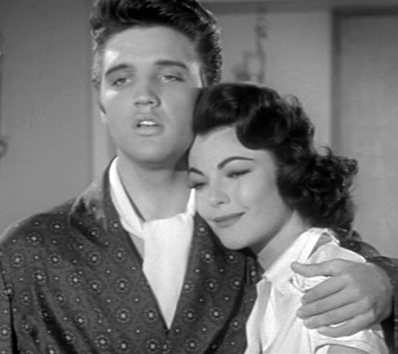
Elvis e Judy Tyler em cena do trailer do filme

- Vaughn Taylor: Mr. Shores

## Prêmios

### ASCAP Film and Television Music Awards
- 1991 - Melhor na categoria "Most Performed Feature Film Standards" pela canção "Jailhouse Rock" (Jerry Leiber e Mike Stoller);

### National Film Preservation Board
- 2004 - National Film Registry (Registro Nacional de Filmes);

## Avaliações
- 5/5 ou 10/10